# コト・ディジ

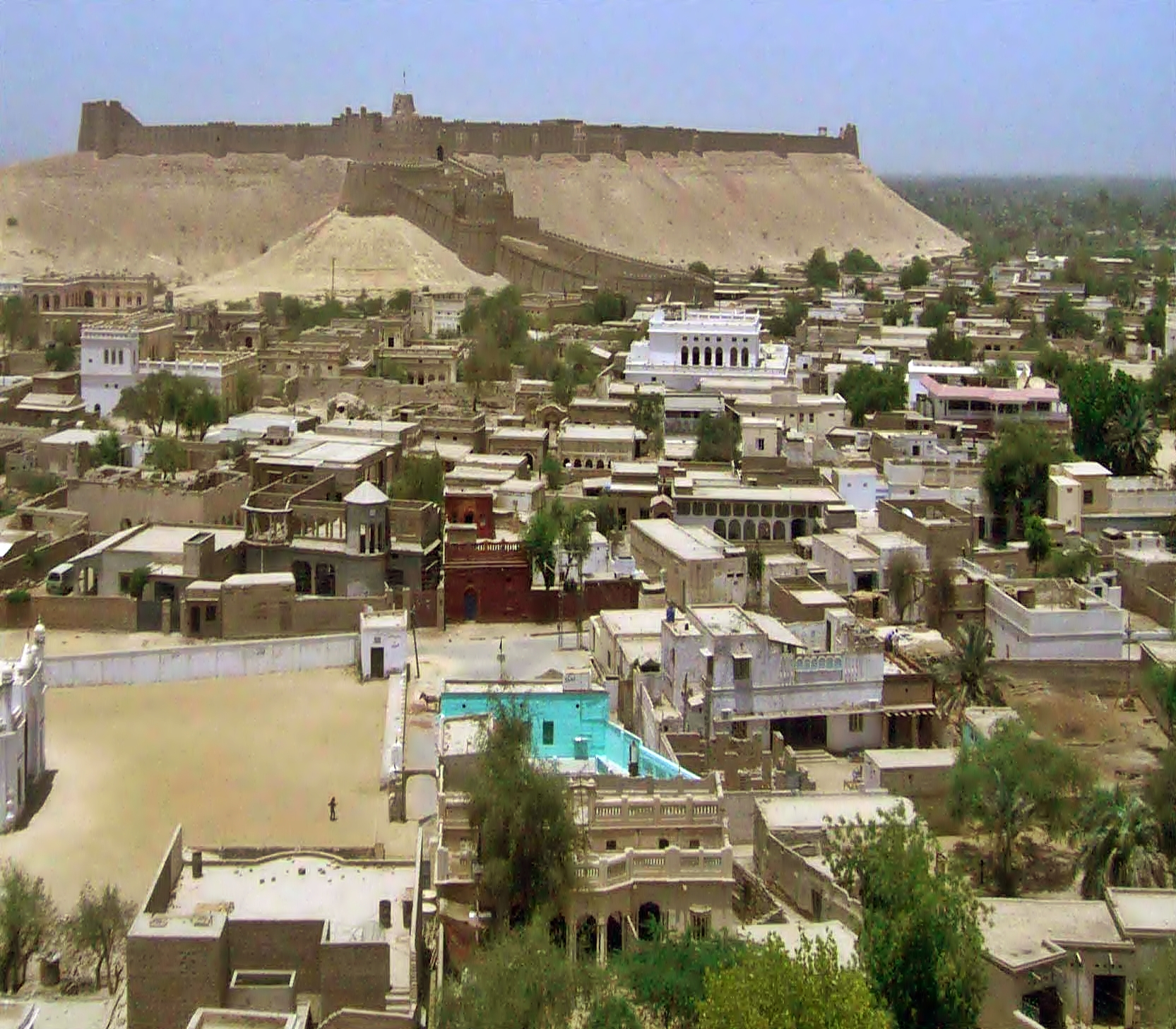
町からのコト・ディジ砦の眺め

コト・ディジ（Kot Diji）は、パキスタン南部のシンド地方、モヘンジョダロの東北東60km、インダス川の左岸に広がる石灰岩台地の縁に位置するコト・ディジ文化（初期ハラッパー文化）の標式遺跡。

## 研究史及び編年
1955年にパキスタン考古局のF. A. ハーンによって発掘調査が行われて以来、数回にわたって調査が行われる。コト・ディジの遺丘は、高さ約12m、東西に長く180m×120mの大きさである。16の文化層が確認されている。ただし、そのうち一番上の「1層」と「2層」は、5つの層に細分され、「3層」、「4層」、「5層」も2つに細分される。
「16層」から「4層」までがコト・ディジ文化の層で、その上に「3A層」というコト・ディジ文化とハラッパー文化の土器が混在する時期を経て、「3層」から「1層」までがインダス文明のハラッパー文化の層となる。コト・ディジ文化の層は、アムリ遺跡との比較からI期、混在層は、II期、そしてハラッパー文化層はIII期とされる。II期の年代は、Ｃ14法の成果からも、2700年前～2600年前頃と考えられている。「5A層」と「5層」、「4層」と「3A層」の間には、焼土層がはさまっているので、コト・ディジ文化をインダス文明の人々が破壊したと考える説もあったが、受け入れられていない。

## コト・ディジ文化期の土器の特徴
遺物の中で最も特徴的なのは、焼成の良好なロクロ製の土器で、器壁は薄く固く焼きしまっていて、たたくと金属的な音のするものもあり、濃赤色の化粧がけをして器壁が厚く重たいハラッパー文化期の土器とは異なる。土器には、多くの場合に彩文が施され、うち多くは淡赤色地の器面上部に黒と赤褐色の幅の広い帯状文を施すものや、頚部が短く、球形の胴部をもち、頚部の下から肩部にかけて黒色の帯が塗られる短頚球状壺、胴部に黒色で波状文や連環文などの幾何学文を施すもので占められる。一方で、黒白二色による神話的モチーフを描くものもみられる。器形は、高坏、器壁の立った筒状壷、胴の張った器高の低い壷を特徴とする。

## コト・ディジ文化期の遺構
コト・ディジ文化の段階において、すでに「市街地」と分離された周壁を巡らせた「城塞」が築かれたことが発掘調査で判明している。周壁は、基部に石のブロックを積んで、上部に泥レンガを積んだもので、現存する部分の最大高は、5mを測る。家屋の壁の積み方もほぼ同様であるが、床面は、日干レンガ敷き、屋根は、泥を塗りかためた草葺の平屋根であったと推察されている。

## インダス文明との関係について
38cm×19cm×9cmという規格化された泥レンガ、三角形の儀礼用陶板、動物や母神土偶などの陶製遺物、ビーズ、縦長の剥片石器などの石製遺物、土器に描かれる魚鱗文や交差円文、連続円花文などの後のインダス文明に引く継がれる文化要素を多く持つことから、コト・ディジ文化は、M. R. ムガルによって初期ハラッパー文化と呼ばれることになったが、焼レンガが見られないこと、カーリバンガン下層にみられた銅器も見られないこと、文様に類例は確かに見られるが、土器そのものは、ハラッパー文化のものと著しく異なることなどから、ハラッパー文化の初期段階をなしたとか、直接発展してハラッパー文化を生み出したとは考えにくいというのが多くの研究者の見方となっている。コト・ディジ文化が、ハラッパー文化と共存し、さらには、それにすっかり取って代わられるという過程が何を意味するかで、研究者間に論争が続いている。